# Esperantina (Piauí)
Esperantina es un municipio brasileño del estado del Piauí.

## Hidrografía
La red hidrográfica esperantinense pertenece a la cuenca del Río Parnaíba. Constituido por el Río Longá, en cuya margen izquierda está la sede municipal de Esperantina y por sus afluentes, entre los cuales, los arroyos Taquari, Mocambo, Carnaúba, Canto del Látigo, Paja, Gran, Taboca Fondo, Mundo Nuevo Cacimbinha, Angico Blanco y por el Arroyo del Descanso, además de otros menores. 